# Grímur Thomsen

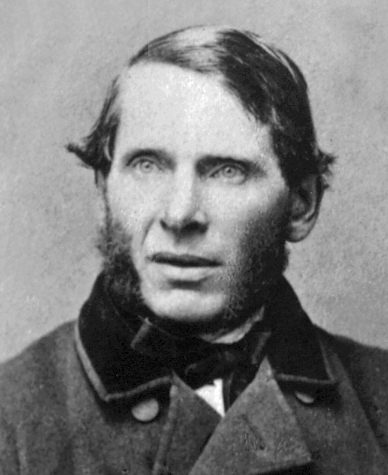
Grímur Thomsen

Grímur Þorgrímsson Thomsen, bekannt als Grímur Thomsen, (* 15. Mai 1820 auf dem Hof Bessastaðir, Álftanes; † 27. November 1896 ebenda) war ein isländischer Dichter.

## Leben
Grímur Thomsen war Sohn des Goldschmieds Þorgrímur Tómasson. Ab 1837 studierte Grímur an der Universität Kopenhagen Rechtswissenschaft, Ästhetik, hegelianische Philosophie und moderne europäische Literatur. 1843 veröffentlichte er ein Werk über französische Dichtung der Gegenwart. 1845 erhielt er mit einer Arbeit über Lord Byron den Grad eines Magister artium. In der Folge konnte er mit einem königlichen Stipendium zwei Jahre lang die europäischen Hauptstädte bereisen. 1854 promovierte Grímur Thomsen zum Dr. phil. Als einflussreicher Kritiker förderte er die Anerkennung der Werke von Hans Christian Andersen, Johan Ludvig Runeberg und Bjarni Thorarensen in Dänemark. Da Grímur panskandinavistische Anschauungen vertrat, wahrte er Distanz zum isländischen Unabhängigkeitskämpfer Jón Sigurðsson. Er pflegte Kontakte zu führenden Persönlichkeiten der dänischen Politik und war von 1848 bis 1866 im Außenministerium Dänemarks tätig. Anschließend kehrte er nach Island zurück, verheiratete sich und erwarb den Hof Bessastaðir, wo er bis zu seinem Tode lebte. Von 1869 bis 1892 gehörte er dem isländischen Parlament Althing an.

## Werk
Zwar erschien schon 1844 ein Gedicht von Grímur Thomsen in der Zeitschrift Fjölnir, seinen ersten Gedichtband veröffentlichte er jedoch erst 1880, im Alter von sechzig Jahren. Zu Lebzeiten Grímurs erschien nur ein weiterer Band (1895), weitere Veröffentlichungen erfolgten postum. Seine Gedichte waren zunächst wenig populär, gewannen aber mit der Zeit an Beliebtheit. Der Literaturwissenschaftler Stefán Einarsson nennt als Schwäche von Grímurs Dichtung Unsicherheiten in der Metrik, wobei er jedoch ein Meister in Stil und Ausdruck gewesen sei. Inzwischen gilt Grímur Thomsen als einer der wichtigsten Dichter Islands in der romantischen Tradition. Stefán Einarsson nennt als Vorbilder die Kunstballaden von Schiller, Goethe und Uhland. Sigfús Blöndal schrieb 1911 in der Encyclopædia Britannica, dass Grímur Thomsen der beste Balladendichter sei, den Island hervorgebracht habe, und hob die Unaffektiertheit seiner Gedichte positiv hervor. Zu seinen bekanntesten Gedichten gehört das „Sprengisandur-Lied“ Á Sprengisandi, das in der Vertonung durch Sigvaldi Kaldalóns den Status eines isländischen Volkslieds erlangt hat.
Grímur Thomsen war auch als Übersetzer tätig. Er übersetzte aus dem Altisländischen ins Dänische und übertrug Werke europäischer Dichter ins Isländische. In seinen späteren Jahren widmete er sich der Übersetzung altgriechischer Dichtung ins Isländische.